# Länsväg 265
Länsväg 265, ofta kallad Häggviksleden och Norrortsleden, är en länsväg som går i Stockholms län mellan Häggvik och Rosenkälla via Täby kyrkby. Vägen förbinder E4 och E18.
Länsväg 265 är motorväg från E4 fram till Täby kyrkby och sedan 2+1-väg till trafikplats Rosenkälla. Hela sträckan öppnades för trafik 4 oktober 2008.

## Beskrivning
Den första delen av länsväg 265 kallades Häggviksleden under planeringsstadiet och omfattar cirka 1,5 km motorväg mellan trafikplats Häggvik vid E4 och trafikplats Tunberget. Ungefär halva sträckan går i tunnel (Häggvikstunneln) för att minimera påverkan på södra Häggvik. Ett villaområde och ett företagsområde har skilts åt och förbinds enbart med en gång/cykeltunnel. Leden invigdes den 15 september 1998 och minskade då trycket på lokalvägarna i området. I samband med bygget av leden gjordes förberedande arbeten för en fjärrtågsstation ("Stockholm Nord") strax söder om Häggviks station. 
Under projektnamnet Norrortsleden byggdes cirka 15 km ny väg från trafikplats Tunberget i Sollentuna kommun och trafikplats Rosenkälla vid E18 i Österåkers kommun. Den totala kostnaden blev 2,8 miljarder. De första 8 km mellan Häggvik och Täby kyrkby är motorväg varav 2,1 km i tunnel. Tunneln heter Törnskogstunneln och består av 2 separata tunnelrör. Den invigdes 24 juni 2008.
Den resterande sträckan mellan Täby kyrkby och Trafikplats Rosenkälla är mötesfri 2+1 väg varav cirka 1,1 km går i tunnel. Den tunneln heter Löttingetunneln, och består av 1+1 körfält, med en skiljevägg som gör att det inte blir någon mötande trafik.
Sträckan är förberedd för att i framtiden kunna byggas ut till motorväg. Löttingetunneln och resten av vägen öppnades 4 oktober 2008.

### Yttre tvärleden
Häggviksleden och Norrortsleden ingick i Dennispaketets projekt Yttre tvärleden vilket var samlingsbenämningen på de utbyggnader av kringfartsleder som planerades i Stockholms ytterområden. Till Yttre tvärleden räknades E18 Söderhall-Rösa, länsväg 265 Norrortsleden och Häggviksleden, E4 Förbifart Stockholm (ny motorväg Häggvik-Skärholmen via Hjulsta och Ekerö), länsväg 259 Haningeleden (ny väg Masmo-Jordbro) och riksväg 73 Jordbro-Fors.

## Lista över trafikplatser och korsningar
|                                    | Nr       | Namn                    | Skyltning                                |
| ---------------------------------- | -------- | ----------------------- | ---------------------------------------- |
| Motorväg Häggvik-Täby kyrkby, 9 km |          |                         |                                          |
|                                    | 173      | Trafikplats Häggvik     | E4 Stockholm, Sundsvall                  |
|                                    |          | Trafikplats Tureberg    | Norrviken, Tureberg                      |
|                                    |          | Häggvikstunneln         | 300 m                                    |
|                                    |          | Trafikplats Tunberget   | 262 Danderyd ...                         |
|                                    |          | Törnskogstunneln        | 2100 m                                   |
|                                    |          | Trafikplats Hagbylund   | Hagby                                    |
|                                    |          | Trafikplats Täby kyrkby | Täby kyrkby, Täby                        |
|                                    |          | Löttingetunneln         | ca 1100 m                                |
|                                    |          |                         | 264 Vallentuna, Arninge                  |
|                                    | motorväg | Trafikplats Rosenkälla  | E18 Stockholm, Norrtälje, 276 Åkersberga |